# Чеська академія наук і мистецтв

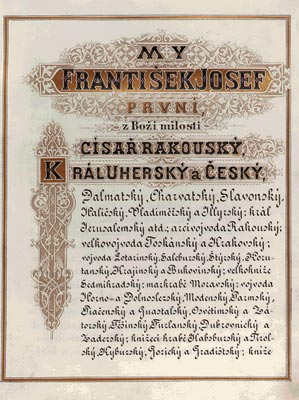
Перша сторінка «Грамоти про заснування Чеської академії імператора Франтішка Йозефа наук, словесності і мистецтв»

Чеська академія наук і мистецтв (до 1918 року Чеська академія імператора Франтішка Йозефа наук, словесності і мистецтв), чеськ. Česká akademie věd a umění, нім. Tschechische Akademie der Wissenschaften und Künste — організація, метою якої була підтримка розвитку наук та мистецтва в Чеському королівстві.
Заснування академії було ухвалено Чеським земським сеймом 9 жовтня 1888 року. Після довгого обговорення її діяльність дозволив 23 січня 1890 року імператор Австро-Угорщини Франц Йозеф І. Дозвіл був ним підтверджений «Грамотою про заснування Чеської академії імператора Франтішка Йозефа наук, словесності і мистецтв» від 5 грудня 1892 року, чеськ. Zakládací listina České akademie císaře Františka Josefa věd, slovesností a umění, на чеській мові.
Чеська академія наук та мистецтв (ЧАНМ) розпочала діяльність 17 травня 1891 року в Пантеоні Національного музею у Празі, який був відкритий на день пізніше. На відкритті ЧАНМ був присутній брат імператора і протектор академії ерцгерцог Карл Людвиг (*1833-†1896). До відкриття ЧАНМ була виготовлена золота медаль (скульптор Вацлав Шантручек, 1890, 66 мм,), яка згодом стала її нагородою.

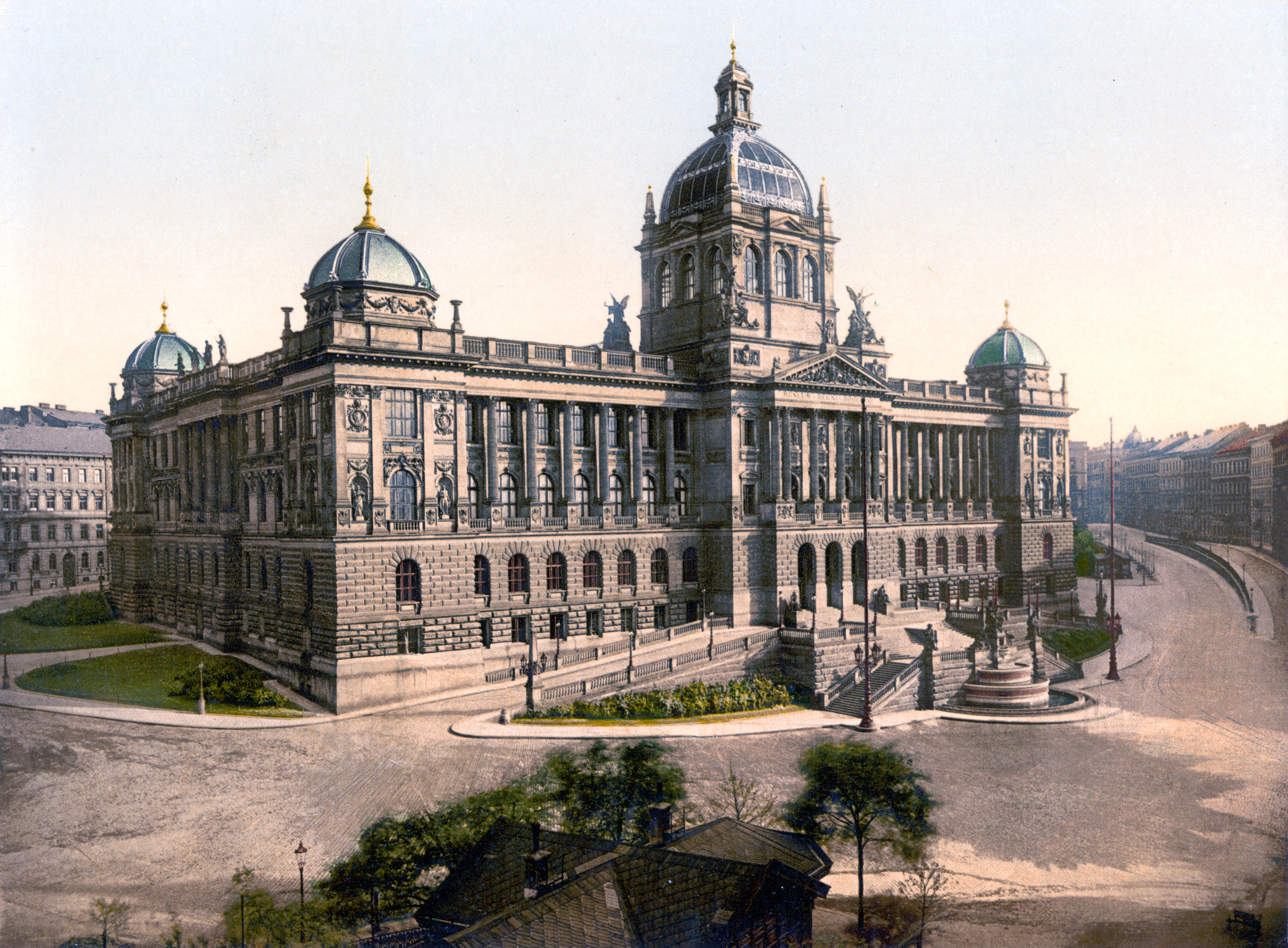
Національний музей у Празі, бл. 1900 року, де у 1891—1952 роках розташовувалася Чеська академія наук і мистецтв

Першим головою ЧАНМ став її засновник, видатний чеський архітектор і меценат Йозеф Главка (*1831-†1908). Разом з дружиною Зденкою Главковою (*1843-†1902) він подарував академії 250 000 золотих як основний капітал, прибуток з якого потім використовувався для фінансування її діяльності.
ЧАНМ була розділена на чотири класи: І клас — філософські, державні, правничі і суспільні науки, ІІ клас — математичні і природничі (лікарські) і землеописові науки, ІІІ клас — мовозначі і історико-літературні науки, IV клас — художня література, образотворче мистецтво і музика. Вона щорічно видавала наукові збірники чеськ. «Rozpravy České akademie věd a umění» (1893-1992, у 1953-1992 роках чеськ. «Rozpravy Československé akademie věd»), альманах чеськ. «Almanach České akademie věd a umění» (1891-1940), вісник чеськ. Věstník České akademie věd a umění (1891-1952), окремі праці з природничих і історичних наук та переклади творів античніх авторів тощо.
Головами (з 1923 року президентами) ЧАНМ також обирались у 1908 році Антонін Ранда (*1834-†1914), у 1914 році Карел Врба (*1845-†1922), у 1923 році Йозеф Зубати (*1855-†1931), у 1931 році Йозеф Богуслав Ферстер (*1859-†1951), у 1939 році Йозеф Шуста (*1874-†1945) та у 1945 році Зденєк Неєдли (*1878-†1962).

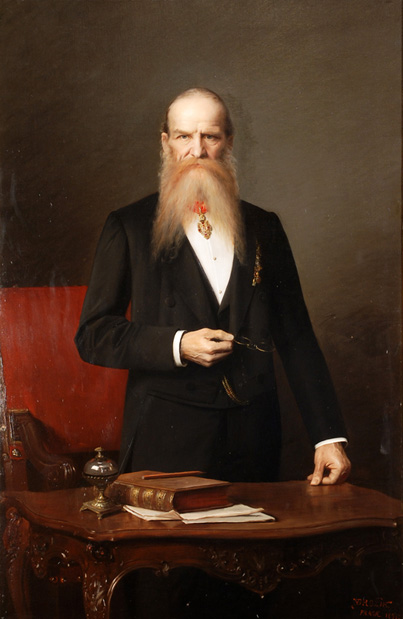
Вацлав Брожік Портрет Йозефа Главки (1895), першого голови Чеської академії наук і мистецтв

Членство в ЧАНМ було виборне. Члени ділились на дійсні, надзвичайні і члени-кореспонденти. Серед них були найвизначніші представники природничих і суспільних наук, літератури, музики та мистецтва Чехії та інших країн, в тому числі України, наприклад, Антонін Дворжак (*1841-†1904), Йозеф Вацлав Мислбек (*1848-†1922), Алоїз Їрасек (*1851-†1930), Леош Яначек (*1854-†1928), Карел Коржистка (*1825-†1906), Ярослав Ґолл (*1846-†1929), Ярослав Врхліцки (*1853-†1912), Вацлав Вондрак (*1859-†1925), Альфонс Муха (*1860-†1939), Ружена Єсенска (*1863-†1940), Петр Безруч (*1867-†1958), Ян Котєра (*1871-†1923), Макс Швабінски (*1873-†1963), Йозеф Ґочар (*1880-†1945), Отакар Шпаніел (*1881-†1955), Їржі Горак (*1884-†1975), Ярослав Гейровски (*1890-†1967), Вацлав Главати (*1894-†1968), Дмитро Менделєєв (*1834-†1907), Никодим Кондаков (*1844-†1925), Тадеуш Стефан Зєліньскі (*1859-†1944), Іван Горбачевський (*1854-†1942), Микола Сумцов (*1854-†1922), Володимир Вернадський (*1863–†1945), Кирило Студинський (*1868-†1941), Вадим Щербаківський (*1876-†1957) та інші.
У 1911 році ЧАНМ заснувала першу в історії Чеського королівства національну науково-дослідну установу «Кабінет Словника чеської мови» чеськ. Kancelář Slovníku jazyka českého, нині Інститут чеської мови чеськ. Ústav pro jazyk český.
ЧАНМ співпрацювала з Королівським чеським науковим товариством (1769-1952), іншими чеськими науковими товариствами, Карловим університетом, іншими вищими навчальними закладами, підтримувала зв'язки з чеськими науковцями-краянами за кордоном тощо.
На основі ЧАНМ та Королівського чеського наукового товариства була по радянському зразку, згідно з Законом № 52/1952 Sb. від 29 жовтня 1952 року, заснована Чехословацька Академія Наук (ЧСАН). Першим президентом ЧСАН став останній президент ЧАНМ Зденек Неєдли.
1 січня 1993 року, після мирного розділення Чехо-Словаччини на Чехію та Словаччину, ЧСАН стала Академією наук Чеської Республіки. Остання вважається наступницею ЧАНМ.
На діяльність і традиції ЧАНМ та Королівського чеського наукового товариства нав'язує нині також Вчене товариство Чеської Республіки чеськ. Učená společnost České republiky, засноване 10 травня 2004 року.